# Carlos Jesús Patricio Baladrón Valdés
Carlos Jesús Patricio Baladrón Valdés (* 17. März 1945 in Campechuela; † 10. Mai 2023 in Miami, Florida) war ein kubanischer Geistlicher und römisch-katholischer Bischof von Guantánamo-Baracoa. 

## Leben
Carlos Jesús Patricio Baladrón Valdés empfing am 2. April 1977 die Priesterweihe für das Erzbistum Santiago de Cuba.
Papst Johannes Paul II. ernannte ihn am 16. November 1991 zum Weihbischof in San Cristóbal de la Habana und Titularbischof von Cibaliana. Der Erzbischof von San Cristóbal de la Habana, Jaime Lucas Kardinal Ortega y Alamino, spendete ihm am 5. Januar des folgenden Jahres die Bischofsweihe; Mitkonsekratoren waren Pedro Claro Meurice Estiu, Erzbischof von Santiago de Cuba, und Faustino Sainz Muñoz, Apostolischer Pro-Nuntius in Kuba.
Am 24. Januar 1998 wurde er zum ersten Bischof des mit gleichem Datum errichteten Bistums Guantánamo-Baracoa ernannt. Papst Benedikt XVI. nahm am 13. Dezember 2006 seinen vorzeitigen Rücktritt an.